# Necropolis (film 1970)
Necropolis è un film sperimentale del 1970, diretto da Franco Brocani.

## Trama
Il film, di stile visionario e complessivamente altalenante, ripercorre delle vicende incentrate in uno stile che condanna tutte le malefatte dell'uomo nel corso della storia della sua esistenza. Insomma Brocani, come la legge del contrappasso di Dante, intende creare una sorta di Inferno per l'uomo attraverso questo film. Le scene e gli episodi, ambientati in uno scenario lugubre e cimiteriale, sembrano quasi dei monologhi teatrali in un palcoscenico.

### Pasifae
Pasifae è la moglie di Minosse, colpita dagli Dei a causa del rifiuto della sua Natura: quella di amare. A causa di questo peccato nei confronti della fertilità e del compito dell'uomo impostogli da Dio (quello di procreare), Pasifare viene colpita da un sortilegio che la costringe ad amare le bestie. Innamoratasi di un toro, Pasifae si atteggia e corteggia la bestia, finché non si fa montare dal toro, che la fa restare incinta. Pasifae partorisce così un mostro che non muore, ma che cresce avido di sangue umano: il Minotauro.

### Frankenstein
Questo episodio condanna la cupidigia dell'uomo riguardo al superare i confini della conoscenza e di voler andare troppo oltre le proprie imperfette e limitate possibilità. Infatti l'uomo, volendo arrivare qui a creare la vita come fa Dio, assembla pezzi di cadaveri creando un unico corpo che anima con scariche elettriche. Il mostro, che incredibilmente si anima e agisce, verrà chiamato Frankenstein. Ma egli, visto che è stato creato da un uomo e che quindi dev'essere per legge informe e imperfetto, impazzisce e agisce nel mondo uccidendo tutti i familiari del suo creatore e minacciando seriamente anche il resto dell'umanità.

### Il Diavolo
In questa breve parentesi vagamente comica, un Carmelo Bene in giubbotto di pelle, sigaretta in bocca e bottiglia di whiskey in mano, tenta di sedurre Viva Auder. Incapace di parlare in inglese o francese, alle di lei domande sul Diavolo (che paragona a Nixon) e la guerra in Vietnam, risponde nominando in modo stentato Kenneth Anger, Mick Jagger e Sharon Tate. Infine l'accompagna fuori scena accusandola di moralismo.

### Attila e Montezuma
Questi due sono sovrani storici che peccarono contro l'umanità per avarizia e avidità insaziabili. Attila, sovrano dell'odierna Cina assieme agli Unni, bramava conquistare il mondo soltanto con la violenza, senza curarsi del senso di civiltà e di moralità, come ad esempio soggiogare con la legge un popolo e imporre una propria forma di governo o di costituzione per garantire la stabilità del regno. A causa della sua avidità cieca, Attila distruggeva ogni villaggio o splendida città che incontrava, lasciando polvere dietro di sé, come accadde con Roma per Cartagine. Ma in quel caso Scipione Emiliano si vedeva costretto a radere al suolo una grande potenza per avere la supremazia, mentre Attila qui è solo animato dalla forza distruttrice e dall'ignoranza cieca.
Montezuma invece, re dei Maya, peccò di cannibalismo nei confronti della legge dei diritti umani, arrivando a manifestare grande scempio per le usanze del popolo civilizzato dell'Europa. Tuttavia secondo le leggi dei Maya, delle leggi religiose e quindi piene di ignoranza, i sacrifici umani per ingraziarsi gli Dei spietati erano assai normali e frequenti, quasi necessari per garantire la sopravvivenza del popolo. Montezuma però aggiungeva qualcosa in più, ossia la brama di piacere nel vedere i corpi squartati delle vittime umane e nel mangiarne le carni.

### Erzsébet Báthory
Costei era una regina dell'Ungheria che si macchiò di crudeltà sin dalla giovinezza, facendo uccidere e sacrificare tante vittime innocenti solo per il gusto di compiacersi della loro sofferenza. Consultava anche libri segreti di tortura, finché non venne catturata e murata vita.